# N-Formylkynurenin
N-Formylkynurenin ist ein kataboler Metabolit (Stoffwechselprodukt) der Aminosäure Tryptophan. Es entsteht durch Spaltung deren Indolrings. Im weiteren Verlauf wird durch enzymatisch katalysierte hydrolytische Abspaltung von Ameisensäure Kynurenin gebildet.
N-Formylkynurenin kann auch als Verunreinigung in pharmazeutischen Qualitäten des Tryptophans auftreten.